# Самборомбон (залив)
Самборомбон (исп. Bahía de Samborombón) — залив побережья провинции Буэнос-Айрес на востоке Аргентины. Расположен в эстуарии Ла-Плата Атлантического океана. Находится в 160 км к юго-востоку от Буэнос-Айреса и имеет ширину около 135 км.

## Название
Считается, что залив был назван в 1520 году членами экспедиции Фернана Магеллана, которые приписали его почти полукруглую форму мифическому острову Святого Брендана («Самборомбон» — искажённое Святой Брендан). Названия реки Самборомбон и города Самборомбон имеют аналогичное происхождение.

## География

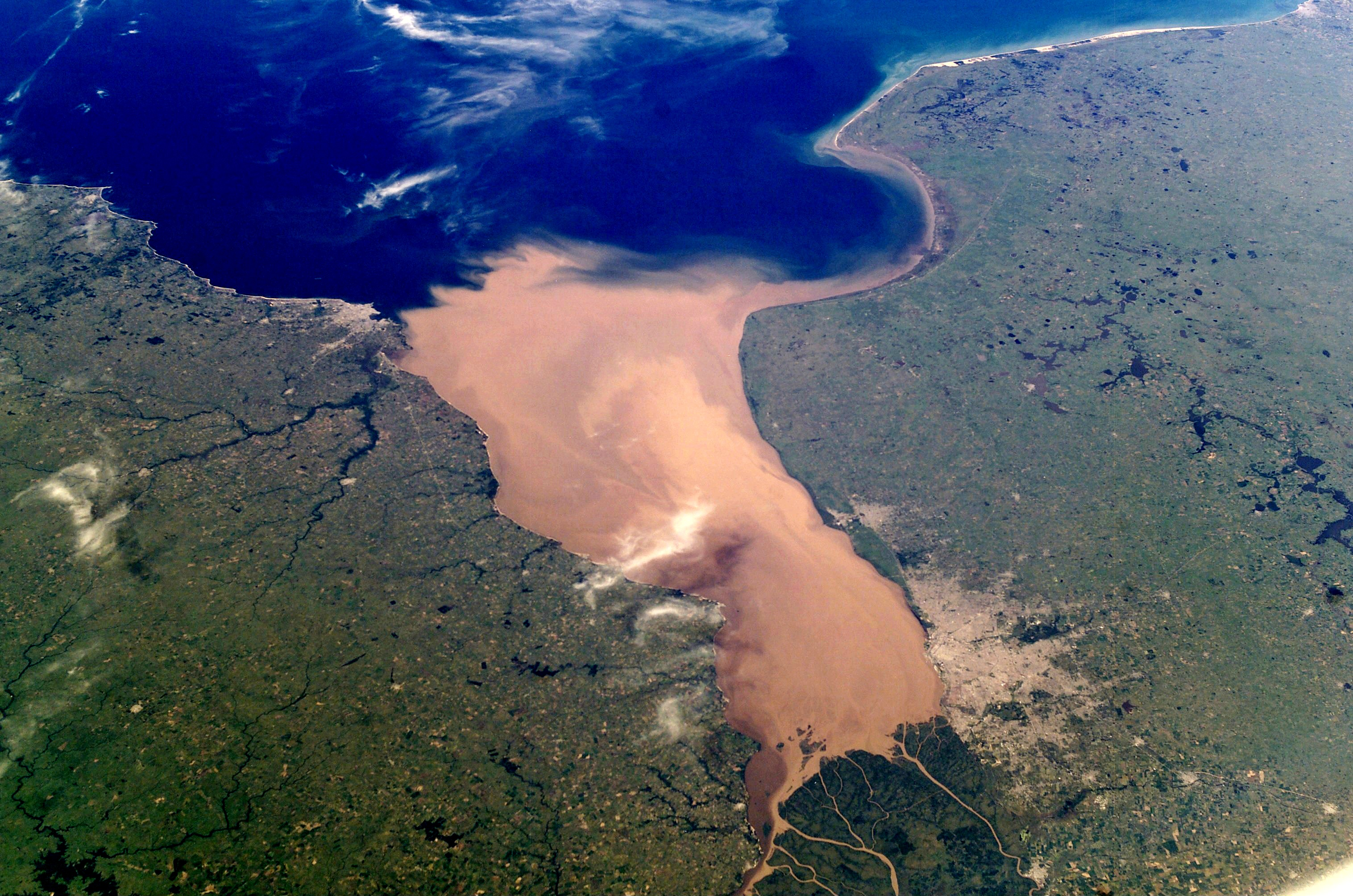

Залив Самборомбон расположен в эстуарии Ла-Плата, простираясь от Пунта-Пьедрас на севере до Пунта-Расы на юге, где расположен мыс Сан-Антонио. В зависимости от используемых границ залив можно считать участком устья Ла-Плата или большим заливом Аргентинского моря. Международная гидрографическая организация определяет восточную границу Ла-Плата как «линию, соединяющую Пунта-дель-Эсте (Уругвай) и Кабо-Сан-Антонио (Аргентина)», что включает залив Самборомбон в эстуарий.

## Гидрология
В залив впадают реки Рио-Саладо и Самборомбон, другие более мелкие ручьи, а также многочисленные искусственные каналы, построенные для дренажа восточной провинции Буэнос-Айрес. Кроме этого, через залив проходят воды, поступающие из Ла-Плата.

## Экология
Залив Самборомбон отличается многообразием видов прибрежных птиц, многие из которых используют залив как точку остановки в своих сезонных миграциях. Он также служит важным местом обитания рыб в устье реки Рио-де-ла-Плата. Залив и прилегающий прибрежный регион включены в ряд охраняемых территорий из-за хорошо сохранившихся пампасов и экосистем водно-болотных угодий, которыми богат этот регион.

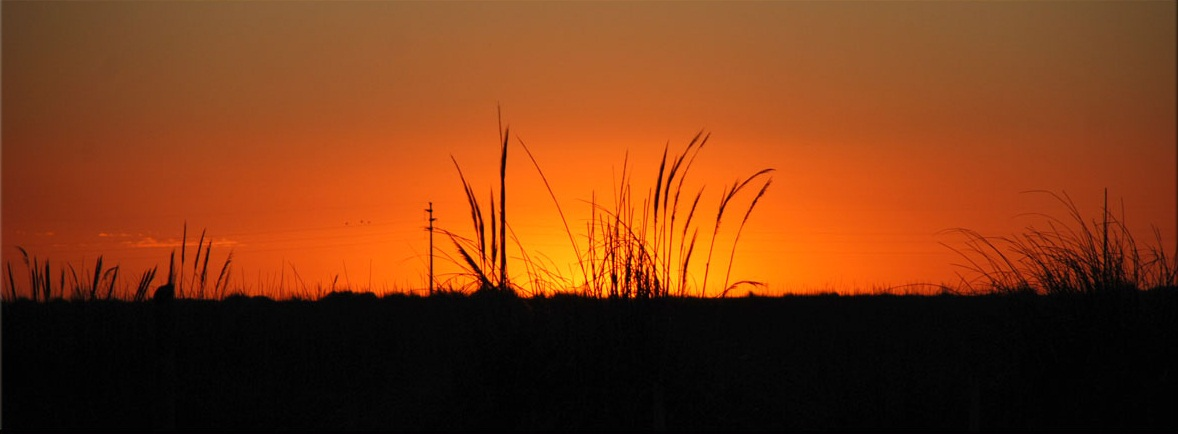
Национальный парк Кампос-дель-Тую

Центральная часть побережья включена в Провинциальный заповедник залива Самборомбон как важного заповедника дикой природы. Часть южного побережья включены в Провинциальный заповедник Ринкон-де-Ахо. Залив также входит в сеть заповедников прибрежных птиц в западном полушарии, имеющий международное значение, а также как Рамсарское водно-болотное угодье, имеющее международное значение, что отражает его значение в качестве среды обитания канадского песочника и других видов, находящихся под угрозой исчезновения. Южный берег включает национальный парк Кампос-дель-Тую, где обитает популяция редких пампасных оленей.